# Transporte de mercadorias

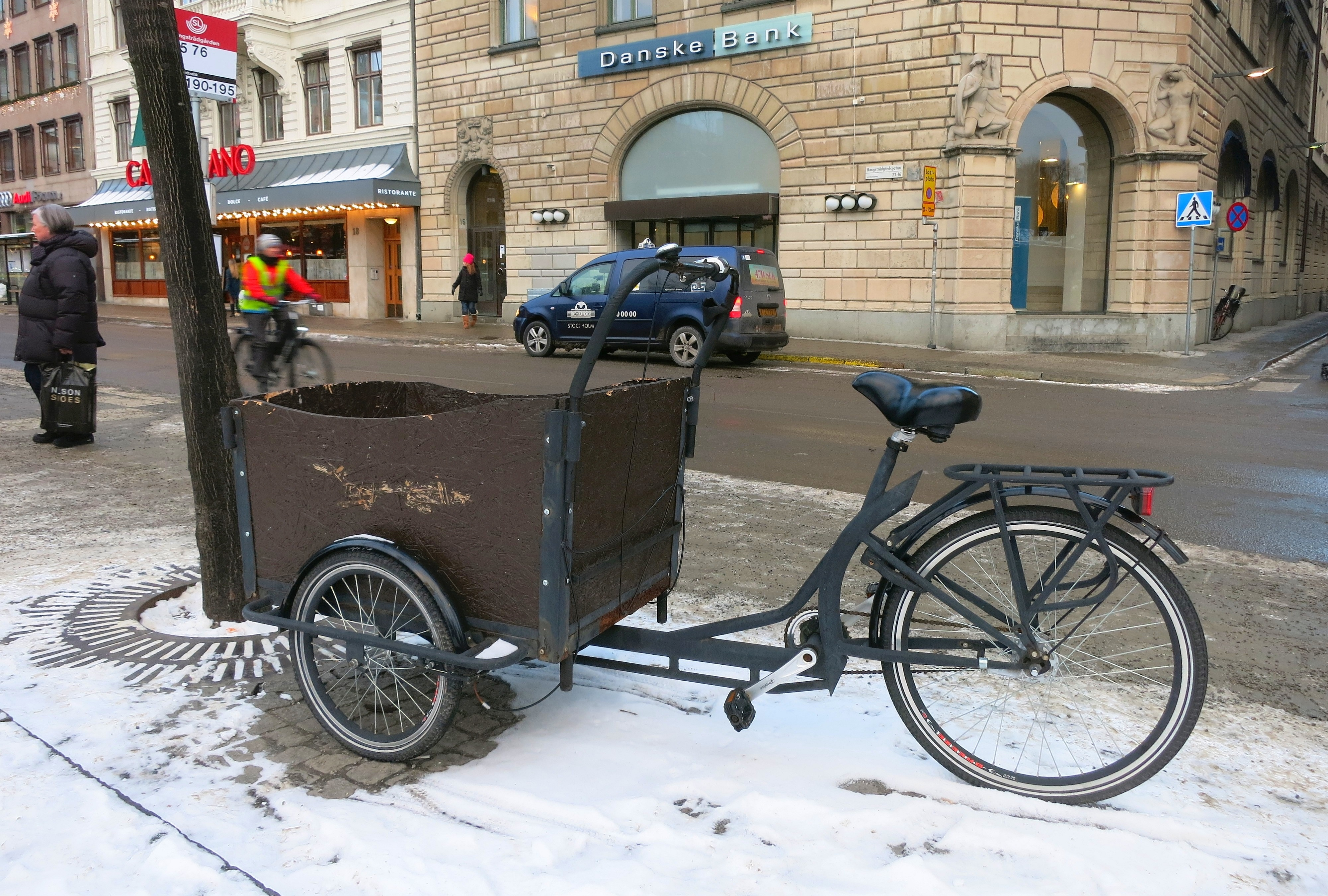
Transportador pequeno de mercadorias - um triciclo de carga

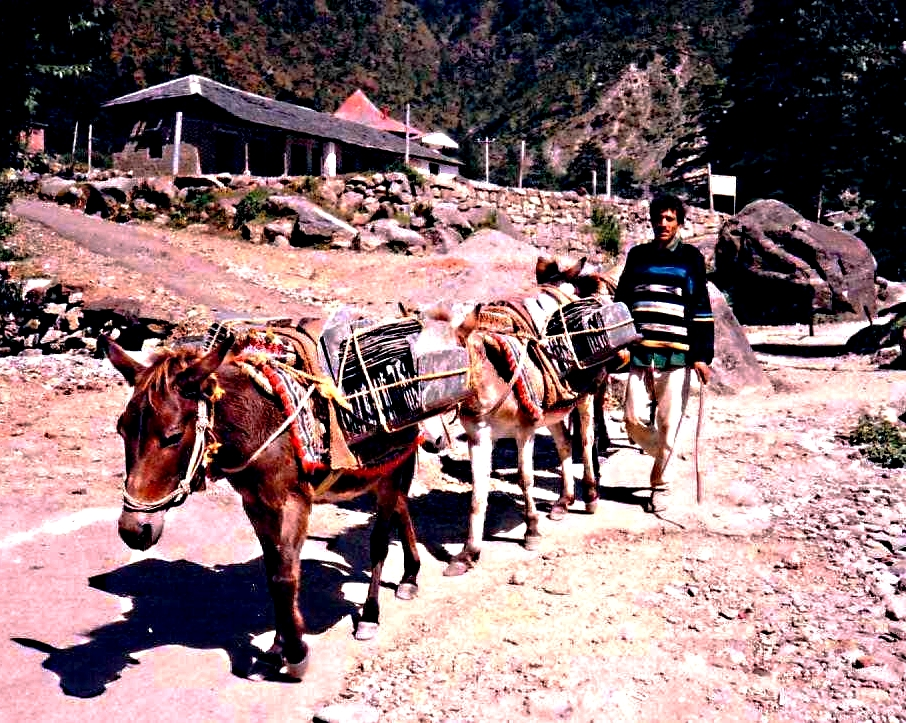
Animais usados para transportar bens - Mulas carregam ardósias de telhados na Índia em 1993

Chama-se carga de pagamento, ou singelamente frete, ou carga à quantidade de bens, chamados mercadorias, que se transportam por barco, avião, comboio, camião e furgoneta com o objetivo básico de obter benefícios econômicos.
O frete costuma-se medir em peso ou volume dependendo da própria mercadoria e do modo de transporte. É um factor essencial para as empresas transportadoras porque determinará seu volume de benefícios por viagem.

## Transporte marítimo

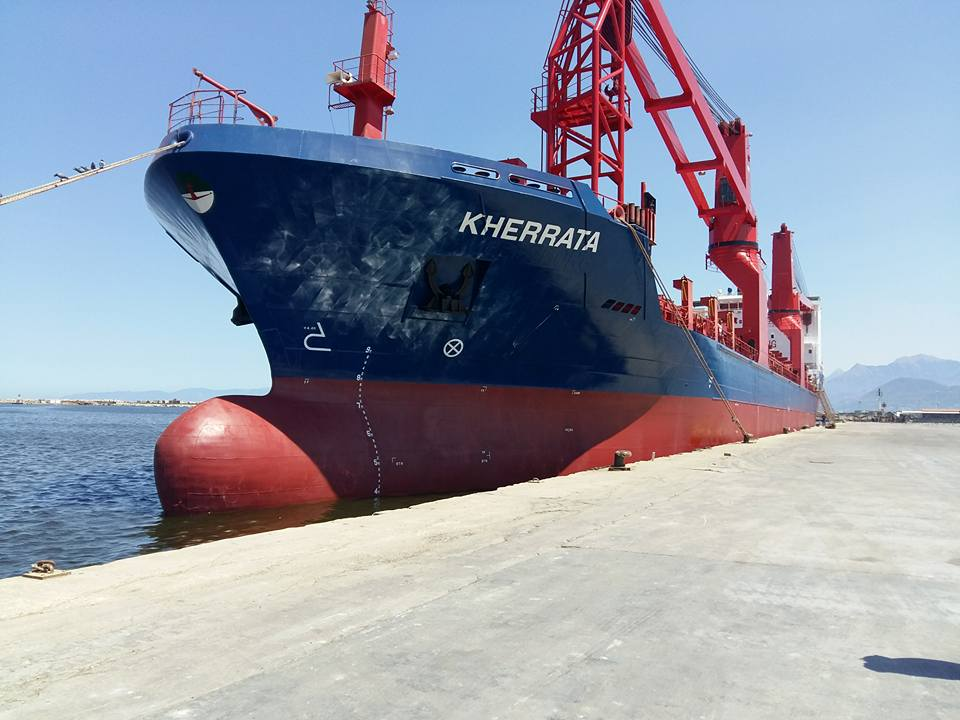
Navio de contêiners no porto de Djen na Algélia

O frete em transporte marítimo pode-se classificar de muitas maneiras; tendo em conta o embalagem e a manipulação distinguem-se:
1. Mercadoria a granel: os graneis podem ser sólidos, nos que se distinguem graneis maiores (cereais, mineral de ferro, fósforo…), e graneis menores (açúcar, fertilizantes, produtos florestais, minerais não férricos, sulfuros, chatarra…); líquidos (petróleo cru, seus derivados, produtos químicos, azeites, bebidas alcoólicas…); gases (gás de petróleo e gás natural). Depositam-se nos porões ou tanques dos navios, que costumam estar compartimentados por mamparos.
2. Frete geral: é toda a mercadoria não incluída no conceito de granel, desde matérias primas até produtos de consumo (bens de equipamentos, produtos manufacturados, produtos alimentares, cargas refrigeradas…). Pode ser: carga geral paletizada (os palés situam-se nas adegas dos navios de carga geral); carga geral contenerizada (os contêiners carregam-se sobre a coberta ou no porão do navio) e carga geral rodada (veículos sobre rodas acedem aos porões dos navios adaptados para este tipo de cargas).

## Aviação

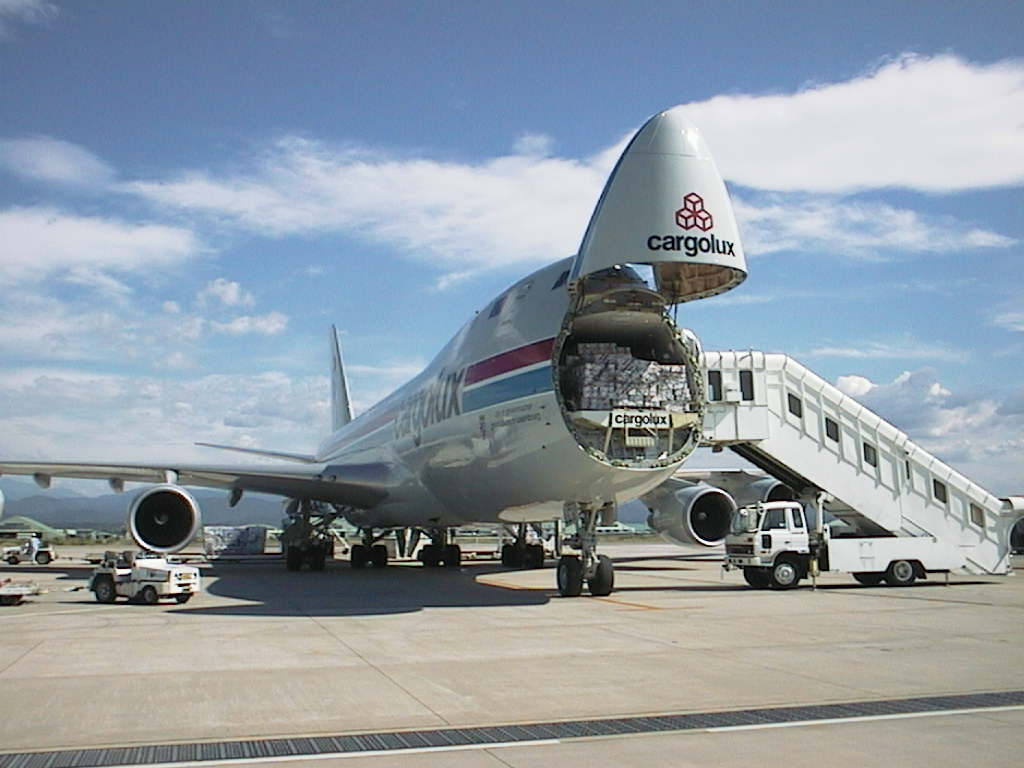
Cargolux Boeing 747-400F com a porta frontal de carga aberta

Em aviação é crítico procurar um equilíbrio entre o carga de pagamento e o alcance do avião. Neste contexto do transporte aéreo, as pessoas que não são parte da tripulação se consideram cargas de pagamento porque reportam benefícios à empresa.
Quanta mais cargas de pagamento introduza-se num avião menos combustível poder-se-á levar e ademais o avião pesará mais; portanto poder-se-á percorrer menos distância. Dependendo do tipo de cargas de pagamento, os aviões costumam classificar-se em aviões comerciais e aviões de carga